# Horváth József (újságíró)
Horváth József, Horváth H. József, Horvát, 1898-ig Horovitz (Arad, 1868. január 1. – Budapest, 1919. április 30.) újságíró, országgyűlési képviselő.

## Életútja
Apja Horovitz Fülöp uradalmi bérlő volt, anyja Hirsch Helén/Ilona. A gimnáziumot szülővárosában, jogi tanulmányait a Bécsi Egyetemen és a Budapesti Tudományegyetemen végezte. Írói pályáját a Pesti Hírlapnál kezdte mint tárcaíró, ahol Krakeler álnevet használt; írt még a Pesti Hirlap Naptárába, az Új Időkbe, a Magyar Figaróba stb. 1894-től helyettes szerkesztője volt a Telefon-Hirmondónak és 1895-től felelős szerkesztője a Magyar Sportlapnak. 1898-ban Horovitz családi nevét Horvátra változtatta. Árva vármegyében megválasztották szolgabírónak, majd alig egy év szolgálat után főszolgabíró lett. E minőségében megindította A Vármegye című közigazgatási szaklapot, amelynek haláláig főszerkesztője volt. Ugyancsak az ő kezdeményezésére alakult meg a Vármegyei Tisztviselők Országos Egyesülete, melynek közfelkiáltással főtitkárává választották. Ekkor Budapestre költözött. 1905-ben az általános választásokon független programmal a megyaszói kerület képviselője lett. 1906-ban az általános választások alkalmával mint a marosújvári kerület képviselője került a parlamentbe. Halálát szívizom-elfajulás okozta.
Házastársa a nála tíz évvel fiatalabb Pécsi Viola volt, Pécsi Manó és Rieger Júlia lánya, akit 1898. június 22-én Budapesten, a Terézvárosban vett feleségül. Esküvői tanúja Mérey Miksa újságíró volt.

## Munkája
- Mosolygó történetek. Budapest, 1894. (a Pesti Hírlapban megjelent tárcái)